# Hugonia deplanchei
Hugonia deplanchei är en linväxtart som beskrevs av Eugène Vieillard och André Guillaumin. Hugonia deplanchei ingår i släktet Hugonia och familjen linväxter. Inga underarter finns listade i Catalogue of Life.